# Зубаков, Юрий Антонович
Ю́рий Анто́нович Зубако́в (27 ноября 1943, Чита, РСФСР, СССР — 18 октября 2022) — российский государственный деятель, юрист-правовед, дипломат и разведчик.

## Биография
Проходил срочную службу на Тихоокеанском флоте в 1963—1966 годах.
С 1966 года работал на различных должностях в органах КГБ СССР. Окончил Высшую школу КГБ в 1970 году по специальности «юрист-правовед».
- В 1991—1996 годах — заместитель директора Службы внешней разведки Российской Федерации[1][2].
- В 1996—1998 годах — заместитель министра иностранных дел Российской Федерации[2][3].
- В 1998—1999 — руководитель Аппарата Правительства Российской Федерации — Министр Российской Федерации в правительстве Евгения Примакова[3].
- С 27 августа 1999 по 1 августа 2003 года — чрезвычайный и полномочный посол Российской Федерации в Литовской Республике[4][5].
- С 1 августа 2003 по 24 апреля 2004 года — чрезвычайный и полномочный посол Российской Федерации в Республике Молдова[6][7].
- В 2004—2011 годах — заместитель секретаря Совета Безопасности Российской Федерации[8][9][10].
- В 2012—2014 годах — советник Банка развития и внешнеэкономической деятельности (Внешэкономбанка)[11].

Скончался 18 октября 2022 года, похоронен на Троекуровском кладбище Москвы (участок 36).

## Семья
Был женат, имел дочь и сына.

## Дипломатический ранг
Чрезвычайный и полномочный посол (25 июля 1996).

## Классный чин
Действительный государственный советник Российской Федерации 1 класса.

## Награды и звания
- Вице-адмирал
- Орден Красной Звезды
- Орден Дружбы (Россия)
- Орден «За военные заслуги» (Россия)